# .mx
.mx este un domeniu de internet de nivel superior, pentru Mexic (ccTLD).